# Mambo (dans)
De mambo is een Cubaanse dans en muziekvorm. De dans behoort tot de Latijns-Amerikaanse dansen en is ontwikkeld in Cuba met als verre voorouder de oorspronkelijke rumba. De naam komt van een gelijknamig muziekstuk gecomponeerd door Orestes en Cachao López, rond 1938, en is tevens de naam van een Haïtiaanse voodoopriesteres. Het muziekstuk was een danzón waarin verscheidene ritmes uit Afrikaanse volksdansen werden gecombineerd.
De blinde orkestleider Arsenio Rodríguez was belangrijk voor de ontwikkeling van de mambo en andere Cubaanse muziek. Hij verbreedde de ritmische sectie van de traditionele Cubaanse conjunto en voegde er meer koperinstrumenten aan toe. Zijn arrangementen tonen ook een duidelijke invloed van de Amerikaanse big band swing waardoor de muziek internationaal populair werd.
De dans is ritmisch gelijk aan de langzamere bolero, maar heeft complexere danspatronen. De mambo heeft een 4/4-maatvoering. In de basispas begint de heer met de linkervoet vooruit, dan wordt het gewicht teruggebracht op de rechtervoet, op tel drie wordt de linkervoet zijwaarts geplaatst. Deze laatste pas wordt echter trager gedanst zodat er op tel 1 geen pas komt. Zoals in veel Latijns-Amerikaanse dansen moeten de heupen ritmisch bewegen. De mambo wordt uitzonderlijk ook wel op de twee gedanst, beginnend op tel twee van de muziek, zoals dat ook in de salsa gedaan wordt.
De Cubaanse orkestleider en componist José Pérez Prado maakte rond de jaren vijftig veel wereldhits.
De dans is eind jaren tachtig opnieuw heel populair geweest dankzij de film Dirty Dancing, waarin Patrick Swayze deze dans op romantische wijze aan Jennifer Grey leert.

## Muziek
De muziek waarop de mambo wordt gedanst is levendig en heeft standaard 45 à 47 maten per minuut. Bekend zijn onder andere:
- Mambo N° 5 - Pérez Prado, ook erg bekend in de uitvoering van Lou Bega
- Papa Loves Mambo - Perry Como
- Mambo Italiano - Rosemary Clooney

- Gemeinsame Normdatei: 4208648-6
- Nationale Bibliotheek van Tsjechië: ph224392
- Nationale Bibliotheek van Israël: 987007546074205171